# Журавльов Денис Володимирович
Журавльо́в Дени́с Володи́мирович (нар.11 серпня 1977, Харків, Україна) — український історик, письменник, кандидат історичних наук, доцент Харківського національного університету імені В. Н. Каразіна.

## Біографія
Денис Журавльов народився 1977 року у місті Харкові.
У 1994 р. закінчив Харківську гімназію № 6, по закінченні якої вступив на історичний факультет Харківського державного університету, який закінчив 1999 року із відзнакою. Впродовж 1999—2002 рр. навчався на денному відділенні аспірантури кафедри історії України Харківського національного університету імені В. Н. Каразіна.
У 2003 р. захистив кандидатську дисертацію на тему: «Військова справа в слобідських козацьких полках у другій половині XVII—XVIII ст.». (Науковий керівник — проф. Калініченко В. В.).
У 2002—2003 рр. працював на посаді викладача кафедри історії України історичного факультету Харківського національного університету імені В. Н. Каразіна. З 2003 р. працює на посаді доцента кафедри історії України історичного факультету Харківського національного університету імені В. Н. Каразіна.
У 2003—2007 рр. очолював Раду молодих вчених історичного факультету Харківського національного університету імені В. Н. Каразіна. Був вченим секретарем Спецради з захисту дисертацій.

## Творчий доробок
Денис Журавльов є автором науково-популярних книг та має близько 20 наукових публікацій.
До сфери наукових інтересів входять проблеми історії України (середньовічної, ранньомодерної, модерної історії), військової історії та військової справи Слобідських козацьких полків), історії культури, історії козацтва (у тому числі проблеми політичних і культурних контактів та конфліктів українського прикордоння), ранніх україно-шотландських контактів, суперечливих історичних моментів україно-російських відносин XV — початку XX ст., а також проблеми середньовічної історії Європи та Далекого Сходу.
У 2009 р. опублікував книгу історичних нарисів, що присвячені суперечливим моментам україно-російських відносин від XV й до початку XX століття («Україна та Росія: як брати горщики побили»).
Денис Журавльов є учасником літературного перфомансу «Світова класика українською»
Також він брав участь протягом 2020—2021 років у заходах Українського інституту національної пам'яті, зокрема, проводив лекції з української історії для військовослужбовців одного з підрозділів Національної гвардії України
У 2025 році році Денис Журавльов став членом комісії з відбору переможців на отримання стипендії імені Едуарда Зуба
Основні публікації:
- Експрес-курс. Історія України: зовнішнє незалежне оцінювання.– К.: Майстер-клас, 2009. — 320 с. (співавтор)
- Журавльов Д. В. Мазепа. Людина. Політик. Легенда. — Харків: Фоліо, 2007. — 384 с. — ISBN 966-03-3657-8. — 4000 прим.
- Журавльов Д,В. Мазепа: людина, політик, легенда / Д. В. Журавльов. — Х. : Фоліо, 2007. — 384 с. — ISBN 978-966-03-4003-9 — 10000 прим.
- Журавльов Д. В. Україна та Росія: як брати горщики побили. — Харків: Книжковий клуб сімейного дозвілля, 2009. — 352 с. — ISBN 978-966-14-0171-5. — 7000 прим.
- Журавлев Д. В. Загадки истории. Страна восходящего солнца. — Харьков: Фолио, 2009. — 380 с. — ISBN 978-966-03-3881-4.
- Журавльов Д. В. Іван Мазепа. — Харків: Фоліо, 2009. — 121 с. — ISBN 978-966-03-4856-1.
- Журавльов Д. В. Мазепа: людина, політик, легенда. — Х.: Фоліо, 2010. — 384 с. — ISBN 978-966-03-4004-6. — 2000 прим.
- Журавлев Д. В. Военная техника Советского Союза и Германии. Война брони и моторов 1941—1945. — Харьков; Белгород: Книжный клуб семейного досуга, 2010. — 416 с. — ISBN 978-5-9910-1107-5, 978-966-14-0704-5. — 10000 прим.
- Журавльов Д. В. Хто є хто в українській історії. — Харків: Книжковий клуб сімейного дозвілля, 2011. — 414 с. — ISBN 978-966-14-1182-0. — 10000 прим.
- Журавльов Д. В. Усі гетьмани України. — Харків: Фоліо, 2011. — 508 с. — ISBN 978-966-03-4659-8. — 1500 прим.
- Журавльов Д. В. Усі гетьмани України. — К.: Гетьман, 2012. — 508 с. — ISBN 978-966-2506-00-6. — 2000 прим.
- Журавльов Д. В. Усі гетьмани України. — Х. : Фоліо, 2012. — 508 с. — ISBN 978-966-03-4659-8. — 1000 прим.
- Богдан Хмельницький. Іван Виговський. Петро Дорошенко. Іван Мазепа / І. А. Коляда, Ю. А. Мицик, В. Л. Карнацевич, Д. В. Журавльов. — Луцьк: Волинська обласна друкарня, 2012. — 470 с. — ISBN 978-966-361-702-2. — 1000 прим.
- Богдан Хмельницький. Іван Виговський. Петро Дорошенко. Іван Мазепа / І. А. Коляда, Ю. А. Мицик, В. Л. Карнацевич, Д. В. Журавльов. — Х. : Фоліо, 2012. — 470 с. — ISBN 978-966-03-5098-4. — 750 прим.
- Журавльов Д. В. Мазепа: людина, політик, легенда. — Х. : Будинок друку, 2012. — 382 с. — ISBN 978-966-97238-3-3. — 2400 прим.
- Листи українських гетьманів / Укл. Д. В. Журавльов; худ.-оформ. О. М. Артеменко. — Х.: Фоліо, 2012. — 224 c. — ISBN. 978-966-03-5691-7. — 2000 прим.
- Журавльов Д. В. Визначні битви та полководці української історії. — Х.: Клуб сімейного дозвілля, 2013. — 416 с. — ISBN 978-966-14-4283-1. — 12000 прим.
- Журавльов Д. В. 100 ключових подій української історії. — Х.: Книжковий Клуб «Клуб Сімейного Дозвілля», 2013. — 398 с. — ISBN 978-966-14-5667-8. — 7000 прим.
- Журавльов Д. В. 100 ключових подій української історії. — Х.: Книжковий Клуб «Клуб Сімейного Дозвілля», 2014. — 398 с. — ISBN 978-966-14-5667-8. — Дод. наклад 8000 прим.

- Страна восходящего солнца. — Харьков: Фолио, 2014. — 380 с. — ISBN 978-966-03-3881-4. — 1500 прим.
- Журавльов Д. В. Мазепа / Д. Журавльов; худож.-офорлювач О. Д. Кононученко. Харків: Фоліо, 2015. — 63 с. — ISBN 978-966-03-7244-3. — 2000 прим.
- Лицарство козацьке: степ і воля — козацька доля / уклад. О. М. Уліщенко; наук. ред.: Журавльов Д. В., Ушаков Д. О.; худож. Крутик О. В. — Харків: Віват, 2015. — 63 с. — ISBN 978-617-7203-89-5. — 2000 прим.
- Журавльов Д. В. Іван Мазепа. — Харків: Фоліо, 2015. — 62 с. — ISBN 978-966-03-7244-3. — 2000 прим.
- Журавльов Д. В. Загадки истории. Страна восходящего солнца. — Харьков: Фолио, 2017. — 380 с. — ISBN 978-966-03-3881-4. — 1500 прим.
- Журавльов Д. В. Іван Мазепа. — Харків: Фоліо, 2019. — 121. — ISBN 978-966-03-9021-8. — 2000 прим.
- Журавльов Д. В. Іван Мазепа [Текст] / Денис Журавльов. — Харків: СИЦИЯ, 2019. — 121 с. — ISBN 978-617-7502-89-9. — 4000 прим.
- Журавльов Д. В. Іван Мазепа: людина, політик, легенда. — Харків: Фоліо, 2020. — 348 с. — ISBN 978-966-03-8892-5. — 1200 прим.
- Журавлев Д. В. Викинги. Походы и завоевания. — Харьков: Фолио, 2021. — 382 с. — ISBN 978-966-03-9768-2. — 1500 прим.
- Харківський університет і українська культура: до 210-річчя від часу заснування ХНУ імені В. Н. Каразіна: монографія / кол.авт.; передм. В. С. Бакірова; за ред.. Ю. М. Безхутрого. — Х.: ХНУ імені В. Н. Каразіна, 2015. -296 с. — ISBN 978-966-285-167-0. — 1000 прим. (співавтор)
- Харківщина: енциклопедичний словник / КП «Регіональний інформаційний центр» Харківської обласної ради; ред. рада: С. І. Чернов, В. С. Бакіров, М. І. Тітов та ін.; редкол. С. І. Посохов (голова), К. В. Астахова, С. М. Куделко та ін. — Харків: Золоті сторінки, 2014. — 439 с. — ISBN 978-966-400-319-0 — 1000 прим. (співавтор)
- Бойові дії на Слобідській Україні під час Північної війни (1708—1709 рр.) // Вісник Харківського національного університету імені В. Н. Каразіна. — 2001. — № 526: Історія. — Вип. 33.
- Слобідські козацькі полки в Семилітній війні (кампанія 1756—1757 рр.) // Збірник Харківського історико-філологічного товариства. — 2002. — Т. 9.
- Слобідські козацькі полки в бойових діях російсько-турецької війни 1735 — 1739 рр. // Вісник Харківського національного університету імені В. Н. Каразіна. Історія. — 2006. — Вип. 38.